# Château de Milliassière
Le château de Milliassière est une ancienne maison forte du XIVe siècle ou XVe siècle, remaniée au XIXe siècle, et qui se dresse sur une colline de la commune de Succieu dans le département français de l'Isère en région Auvergne-Rhône-Alpes.
Depuis 2018, un festival de musique est organisé sur le site du château par l'association « Les Amis de Milliassière ».

## Situation et accès
Le château est situé dans le Nord-Isère, sur la partie septentrionale du territoire de la commune de Succieu, entre son bourg et le hameau de Buffières, à proximité du château de Quinsonnas, située à Sérézin-de-la-Tour. L'édifice, fermé au public, n'est accessible que durant des animations.
La gare ferroviaire française la plus proche est la gare de Cessieu, située à moins de huit kilomètres du château et de son domaine. La gare de Bourgoin-Jallieu est située à environ dix kilomètres.

## Histoire
Le château et ses dépendances se sont transmis entre deux familles du Parlement de Grenoble, les Rabot et les Buffevent, puis il échoit par mariage à la famille des Bourg-Césarges qui les conserve jusqu'en 1809.
La partie ancienne du château de Milliassière, dont la construction est estimée autour de la seconde moitié du XVe siècle, semblerait cependant reposer sur les bases d'un bâtiment plus ancien, lequel correspondrait à la première maison forte de Buffevent, datant du XIVe siècle. Au XVIIe siècle, le bâtiment a toujours l'aspect d'une maison forte, encadrée de ses deux tours en diagonale.
Selon Éric Tasset, auteur d'un ouvrage consacré aux châteaux de l'Isère, Milliassière a été remanié plusieurs fois au cours des siècles suivants, notamment en 1813.
Durant les années 1880, un parc est aménagé à la suite du nivellement d’une importante butte de terre dégageant la vue et qui permet le creusement d’une pièce d’eau ainsi que la constitution d’une grande allée d’accès.
En 1913, l’aile nord est agrandie donnant ainsi à l'édifice sa forme actuelle. Par un curieux retour de l'histoire, l’extension effectuée durant cette période a permis d'incorporer des pierres de l’ancienne maison forte de Buffevent, récupérées sur une ancienne maison ruinée du hameau de Buffières situé à proximité et qui, lors de sa construction, avait été bâtie avec des pierres récupérées sur le précédent édifice, lui-même en ruines à l'époque.

## Description
Dans son ouvrage dénommé Châteaux forts de l'Isère, Éric Tasset présente le château en ces termes :
«  Son aspect actuel est celui d'un important corps de logis, constitué de deux bâtiments formant un T, la branche supérieure (la plus ancienne) étant cantonnée aux angles par deux tourelles et deux grosses tours circulaires, ornée de machicoulis. »

## Festival de Milliassière
Le festival musical de Milliassières, créé en 2018, se déroule dans l'enceinte du domaine de Milliassière. Sa 2e édition se déroule du 24 Mai au 7 Septembre 2019.
Très éclectique dans sa programmation, il se découpe en quatre soirées avec des thèmes musicaux différents (tels que le jazz, l'opéra, et des extraits de comédie musicale et des airs de tango lors de l'édition 2019),

### Programmation 2018
- 24 mai : « Jazz en Bièvre » avec Célia Kameni, Victoire du jazz 2018 et l'Amazing Keystone Big Band[6];
- 17 juin : « Duo à quatre mains autour du piano » Marie-Annick Chamarande et Hélène jacquin pianiste.
- 22 juillet : « Concert sous les étoiles » avec la soprano américaine Amy Christiana Blake et Cécile Cottin, pianiste[7];
- 16 septembre : « Berlioz sous les cèdres » avec Sophie Marin Degor, soprano, Tim Ter Huurne, guitariste et Marie-Annick Chamardande, pianiste.

### Programmation 2019
- 15 juin : « Hommage au ténor Tony Poncet » avec Kévin Amiel, ténor et Cécile Cottin, pianiste[8];
- 24 août : « Moonlight Serenade » avec Amy Blake, soprano et Stéphane Eliot, organiste[9];
- 7 septembre : « Voyage d’Europe en Amérique du Sud » avec Anne Davienne, mezzo soprano, Patricia Hivert, accordéoniste et Marie-Annick Chamarande, pianiste.

### Programmation  2020
La programmation de la saison 2020 est reportée en 2021 puis reportée en 2022 en raison de la pandémie de Covid-19 et des mesures sanitaires.

### Programmation  2022
- 6 Juillet : « Conférence sur Mozart et la Franc-Maçonnerie" avec Patrick Barruel Brussin
- 22 Juillet : "Bel Canto sous les étoiles" avec Kevin Amiel, ténor et Jean-Marc Bouget, pianiste et chef de chant de l'Opéra Bastille à Paris.
- 21 Août : "Danse et guitare à l'ombre des cèdres" avec Eugénie Drion et Isaac Lopes Gomes, danseurs accompagnés par Adrien Maza, guitariste[10].
- 7 Septembre : "Récital de clôture de résidence à Milliassière" avec Mahalia Curtis, élève Violoncelliste accompagnée au piano par Brigitte Gonin Chanut.
- 9 Septembre : "De Beethoven aux Beatles" avec Étienne Venier, pianiste[11].